# 無職轉生～到了異世界就拿出真本事～
《無職轉生～到了異世界就拿出真本事～》（简称「无职转生」）是由日本輕小說家不講理不求人（日语原名：理不尽な孫の手）所撰寫，並由白鹰（日语：シロタカ）協助進行插畫的日本輕小說。在2012年11月至2015年4月間於小说投稿网站“成为小说家吧”上以网络小说的形式连载。2014年1月开始由Media Factory旗下的MF books（Frontier Works企划，KADOKAWA发行）出版成书。故事讲述了一名对生活失去希望的家裡蹲遭遇车祸死去后，在保留记忆的情况下转生到異世界，决心在异世界认真地活下去。2022年9月9日宣布於同年11月25日發售最終卷。
漫画版由石見翔子改编，并于Media Factory《月刊COMIC FLAPPER》2014年6月号开始连载。在网络漫画杂志《ComicWalker》上则正在连载衍生漫画《无职转生～洛琪希也拿出真本事～》。

## 概要
作者不讲理不求人曾在描述本作执笔的经过时说：当时《灼眼的夏娜》这样的现代超能力战斗是轻小说的主流，科幻作品被敬而远之，而且从《Re:Monster》接觸到“成为小说作家吧”，并认为「我可能会被这里接受」，所以才決定开始投稿。而关于作品的世界观，作者以此小说的80年前为舞台，一个以另一个时代作为背景的故事作为《六面世界的物语》的一部分，投稿在“成为小说家吧”。
作品漫画版第9卷和第10卷收录了与《Re:从零开始的异世界生活》的合作小说和合作漫画。为纪念漫画版第10卷的发售，2019年3月25日至3月31日期间，日本关东近郊的JR车站内张贴了大幅海报。2020年3月23日至3月29日在东京地铁的5条线路（东西线、千代田线、有乐町线、副都心线、南北线）上张贴了海报。2020年8月17日至9月14日西武线一部车厢内贴有贴纸。
这是一部日本轻小说中古典奇幻类型的作品，講述因意外喪命而轉生至異世界重新開始自己人生的故事。作品以人际关系为主轴，讲述了主人翁克服前世的创伤并逐漸成长的故事。故事中以家庭和人际关系为主轴，是受到了《惑星公主蜥蜴騎士》和《寄生兽》的影响。
从2013年10月到2019年2月保持着成为小说家累计排行榜第一名。《这本轻小说真厉害！》2017年版单行本·小说部门第4名。2021年11月系列累计发行册数突破960万部。

## 故事简介

### 剧情
一位34岁日本尼特族因為缺席父母的葬礼，被不滿他許久的兄弟们赶出家门。當他獨自彷徨在大雨的路上時，看見一辆高速駕駛的卡車衝向幾名爭吵中的高中生，本想大聲提醒對方，卻發現自己因長期未與他人溝通故而無法發出響亮的聲音。下意識地憑藉著多年來缺乏運動的身體拼了命地奔向他們，勉強拉開了其中一人，自己卻被卡車撞死了。再次睜開眼後，他發現自己转生到了一个剑与魔法的世界，于是打算抛開前世的自己，決定以鲁迪乌斯的身分展開新的人生。故事讲述他努力克服前一段失败的人生並重新開始新的生活。。

### 世界观

#### 歷史
創世神
年邁的創世神曾經創造了許多世界，想將最後一個統一的世界作為自己最後的工作，但也不知原因為何，創世神不再能長久持續地創造世界，因而創造出了一個歪曲且不穩定的世界。但創造神憑藉著自己的經驗，相繼創造出六個同樣是歪曲且不穩定的世界，並將其巧妙的連接在一起，形成了六面世界，而將六面世界給穩定下來。創世神在最後為了確保六面世界的平衡與穩定，製作了六個分身分別掌管這個微妙平衡的六面世界，最後創世神便死去。
六面世界分別為：
由龍神管理。擁有強大力量的種族居住著，天地反轉的龍的世界。
由魔神管理。擁有強韌肉體的種族居住著，遍布毒和瘴氣的魔的世界。
由獸神管理。擁有銳利的牙爪以及感官的種族居住著，有蒼鬱森林的山的世界。
由海神管理。擁有腮、鰭以及鱗片的種族居住著，生命豐富的海的世界。
由天神管理。擁有翅膀能在空中自由飛舞的種族居住著，岩石浮在空中的空的世界。
由人神管理。擁有貧弱的身體與優秀頭腦的種族居住著，都是平地以及草原的人的世界。
滅世
原本相安無事的六面世界，最終因为人神的诡计，诱使龍神打破了和平，在幾位神明被龍神擊潰以後，世界便相繼崩壞，最終崩壞的世界逐漸流入僅存的人的世界，使得只有平地與草原的人的世界，開始有龍的世界的高山、魔的世界的荒蕪、獸的世界的森林、海的世界的汪洋、天的世界的高地，不但湧入了新的地貌，也湧入了新的移民來到了人族的土地。
第一次人魔大戰
在新移民來到這片土地後，便展開了長期的交戰，最終，獸族住在森林、海族支配大海、天族掌控高地、龍族所剩無幾，然而都習慣生活在平地的人族與魔族便為了搶奪平地的土地與資源，而持續交戰，在武術與魔術的發展與人口的持續增長，最終引爆了第一次人魔大戰。在和平與激戰交替並持續了將近千年，最終在人族取得勝利的情況下宣告大戰結束。
第二次人魔大戰
人族開始不滿足自己的世界要與其他種族分享，並相繼對其他種族宣戰，甚至奴役原本戰敗的魔族作為奴隸。而這樣壓迫其他種族的人族，最終引爆了第二次人魔大戰，魔族聯合其他種族獸族與海族的幫忙，協同進攻人族，但在人族頑強抵抗之下，以及龐大的魔力衝擊下，將原本的巨大陸轟出一個大洞（最終被海洋填滿形成林古斯海），而林古斯海也將大陸給分開，形成現今的中央大陸、米里斯大陸與魔大陸隔海相望。第二次人魔大戰宣告結束。
拉普拉斯戰役
人族為了避免再度發生人魔大戰，便利用各種外交手段，軟硬兼施的方式，逐步地迫使中央大陸上的魔族被移轉到魔大陸上，中央大陸擁有豐富的資源，而魔大陸雖然魔力豐沛，但資源匱乏，而這個進程人族花費了三千年的時間使魔族漸漸地離不開魔大陸，甚至是封鎖魔大陸，避免魔族踏足到其他大陸上。
魔大陸上，誕生了名為拉普拉斯的魔族，在後來，被冠以魔神的名號。拉普拉斯一統魔大陸，整合了各地方的勢力，並在幾百年後，蓄積好力量以及說服獸族牽制米里斯大陸的人族，海族協助魔族在大海上開道，方便魔族對中央大陸登陸作戰，最終在魔神拉普拉斯的運籌帷幄之下，攻下中央大陸的北方與南方諸國，並圍困剩下的大國，阿斯拉王國，作為中央大陸的最終決戰。但人族的七名英雄說服海族解除對他們的海上封鎖，讓他們能前往米里斯大陸說服獸族停止對魔族的協助。最終，在聯合軍直襲拉普拉斯大本營，封印拉普拉斯的情況下，結束了拉普拉斯戰役。
人族與留在魔大陸的穩健派魔王，締結了和平條約，並放棄多年以來對魔族的封鎖禁令，使得現代的魔族可以在其他大陸活動，並約束各國禁止對魔族有歧視性的法規。

#### 地理
人之世界為平面非球體的世界，由中央大陸、魔大陸、米里斯大陸、貝卡利特大陸、天大陸與位居中央的林古斯海所組成。它們原本是彼此相連的巨大陸，但在第二次人魔大戰末期，巨大陸正中央被龐大的魔力轟擊，形成林古斯海。
中央大陸
由地圖的北端、西北端、南端所構成的三角形大陸，是人之世界當中最大的大陸。主要為人族所居住的地域，以人類語作為流通語言。
赤龍山脈
把中央大陸分割成西、北、南部的山脈群。因魔神拉普拉斯的緣故，山頂棲息著S級強度的赤龍，除了西北端的「赤龍上顎」與西南端的「赤龍下顎」外皆無法通行。
龍鳴山
位於中央大陸北部與紛爭地帶之間，世界上最高的靈山。
龍神孔
位於龍鳴山的迷宮，與「地獄」和「魔神窟」齊名。
中央大陸西部
全域被阿斯拉王國支配。川流豐富且土壤肥沃，平原多山地少，森林稀少，魔物也比其他區域及大陸弱小的多，是人族嚮往居住的理想土地，同時也導致冒險者活動並不活躍。西南端外海座落著群島，是前往貝卡利特大陸的航路。
阿斯拉王國
人族最古老政權，世界第一大國，由阿斯拉王領、四大領地和眾多小貴族的領地組成。受到拉普拉斯戰役影響，阿斯拉王國以外的絕大部份人族國家均遭滅亡，其他現存的國家多為年輕的新興國家。
王都亞爾斯
阿斯拉王國首都，以勇者「亞爾斯」的名字命名。水神流總道場所在地。
菲托亞領
位於阿斯拉王國東北部，由伯雷亞斯家統治，首府位於羅亞，領主為紹羅斯•伯雷亞斯•格雷拉特。於甲龍歴417年，遭到不明的魔力災害波及而消失，領民被隨機轉移到世界各地，被稱為「菲托亞領轉移事件」。
羅亞
菲托亞領的最大城市，但對王都的貴族來說，只是個充滿冒險者的偏僻鄉下。在人魔戰爭時擔任阿斯拉王國最終防線的要塞都市。
布耶納村
菲托亞領邊緣地區的小農村，居民大約有三十多戶。主要種植阿斯朗麥、芭緹爾斯花和蔬菜。
米爾波茨領
位於阿斯拉王國東部，由諾托斯家統治，領主為皮雷蒙•諾托斯•格雷拉特。
多納迪領
位於阿斯拉王國北部，由仄費羅斯家統治。
烏斯爾領
位於阿斯拉王國東南部，由艾烏洛斯家統治。
中央大陸南部
東南區域為王龍王國，北邊為王龍王國的屬國群，再往北則是紛爭地帶。河川眾多且土地肥沃，森林中的魔物數量不少，紛爭地帶則是有盜賊團出沒。南邊西側狹長的密林地帶緊鄰著王龍山脈，王龍王國最東端的東部港則是前往米里斯大陸與貝卡利特大陸的航路。
紛爭地帶
位於阿斯拉王國東邊，相隔赤龍山脈。各國持續向小國提供軍備，發動代理戰爭，並且暗地發戰爭財，不斷重複上演新國家建立、內亂和滅亡。
西隆王國
位於紛爭地帶的南方。因為早期與王龍王國結盟，避免被吞拼的命運，但國力差距過大，因而成為事實上的屬國，經濟在一定程度上被控制。作為王龍王國與紛爭地帶間的緩衝區。
王龍王國
位於中央大陸南部，世界第三大國。拉普拉斯戰役後誕生的國家，以武力快速擴張，迅速吞拼同樣剛誕生的鄰國，避免成為紛爭地帶的一部份。擁有數個屬國，包括西隆王國、齊卡王國、沙納基亞王國。受王龍山脈的礦物資源及險峻地勢所庇護。北神流總道場所在地。盛產米、炸雞。
中央大陸北部
別名北方大地，氣溫低且長年被大雪覆蓋，導致作物不易種植。與中央大陸西部和南部相比森林較多，以魔物數量與強度而言，是整個中央大陸最嚴酷的土地。不同於中央大陸南部與米里斯大陸，北方大地是奴隸交易盛行的地區，存在著販賣孩子為奴隸以求溫飽的鄉村。西邊為魔法三大國的版圖，往東則是戰亂頻繁的零星小國。最西端為劍之聖地，而東端為畢黑利爾王國及鬼島並與天大陸相鄰。東端海域被海族封鎖，故無法橫渡大海，與魔大陸的交通十分困難。
魔法三大國
由拉諾亞王國、奈利斯公國和巴謝蘭德公國組成，三國的國力總和足以躋身成世界第四大國。
拉諾亞王國
魔法三大國的盟主，擅長魔術教育。剛成人的王室成員必須進行全國巡禮之旅。
夏利亞
位於拉諾亞王國北端，三大國的邊界處。魔法都市。是拉諾亞魔法大學、奈利斯魔術公會和奈利斯魔道具工房的所在地，由三國聯合騎士團駐守。主要由研究魔術技術為產業，輸出魔術專利道具。耐魔磚在阿斯拉王國以天價販售。
巴謝蘭德公國
擅長魔術相關研究。
奈利斯公國
擅長制造魔道具。
劍之聖地
位于中央大陸西北大崖上，入口有一山谷城鎮。歷代最強流派將會霸權於此地。劍神流總道場已經霸居於此數百年。
畢黑利爾王國
位于中央大陸東北。有大量森林，以木材作為主要建築材料。只有三座城市，但因為鬼族戰士的保護，領土廣大。數代前的王子以勇者身份挑戰對岸的鬼島后，反倒幫助鬼族對抗海人族。和鬼族邦交。不排斥魔族。街上人族鬼族混雜生活。特產鬼水，一種用黃豆釀的水，鬼族喜愛當水喝，與現實的醬油相似。日後統一北方成立鬼神帝國，成為世界第四大國向阿斯拉王國與王龍王國爭奪領土，是促使帕庫斯宣布獨立的主因。也是在某個時間線促使阿斯拉王國進行勇者召喚的主因。
米里斯大陸
米里斯神聖國所在大陸，北面隔著山脈是大森林。
米里斯神聖國
位於米里斯大陸西南部，世界第二大國。信奉聖米里斯、主張一夫一妻制的米里斯教團本部所在。排斥人族以外的種族，其中對於魔族的歧視最為嚴重。治癒魔術與結界魔術發展蓬勃，遠在魔法三大國之上。轄下聖騎士團包含聖堂騎士團、教導騎士團、神殿騎士團。
米里希昂
米里斯神聖國首都。格蘭湖座落於城市中央，純白的王宮建於湖心。首都被七座高塔以結界包圍，保護城市不受災害與疾病的侵襲，同時調節水源。冒險者公會總部所在處。
大森林
位於米里斯大陸東北部、青龍山脈東北方，是佔據了米里斯大陸一半土地的巨大森林。大森林北部為獸族的勢力、西南部為小人族、東南部為長耳族、南方的青龍山脈山麓則是礦坑族聚落，這些種族使用獸神語溝通。其中獸族聚落為大森林勢力最大的種族，包含狗耳、貓耳、兔耳等外型的獸族。而獸族中帶有貓耳的泰德路迪亞族，以及狗耳的亞德路迪亞族則是如同王族般的主要大族。獸族與米里斯神聖國在50年前建立邦交，目前處於和平狀態。
聖劍大道
連結米里希昂與贊特港的道路。傳說聖米里斯以自己的魔力斬下與魔大陸的連接所形成的大道。至今聖劍大道仍蘊含著魔力使得魔物不敢靠近。
贊特港
與魔大陸通航港口。由米里斯神聖國派駐官員治理。
西部港
與中央大陸通航港口。由米里斯神聖國壟斷海關。
貝卡利特大陸
充滿沙漠的嚴酷大陸。使用鬥神語。魔物雖比魔大陸低階一點，但強度仍有第二之高。迷宮都市拉龐為最大綠洲都市。盛產玻璃、米。
拉龐
沙漠中的綠洲都市，因周邊充滿各種迷宮故有迷宮都市之稱。因迷宮而聚集大量的冒險者，以及收購魔力結晶、魔力附加品的商人。
魔大陸
魔族居住大陸，魔大陸居民使用魔神語。原本與中央大陸相連，人魔大戰中被切開。魔物強度是各大陸之冠。
米格路德族聚落
位於魔大陸比耶寇亞地區，是米格路德族聚落，洛琪希的故鄉。養樹精保護作物，種植苦苦的菜。一族蠻喜愛甜食。米格路德族天生有念話能力，村人常遠距離用心電感應交談。
利卡里斯城
位於魔大陸比耶寇亞地區，是魔界大帝奇希莉卡曾經統治的城鎮，又名舊奇希里斯城。魔界大帝本人長期處於流浪狀態，不在利卡里斯城堡中。魯迪被傳送後第一個抵達的城鎮。
克拉斯瑪城
唯一與海人族邦交的海港城市。允許捕魚，世界上唯一盛產種類豐富海產的海港。洛琪希在此遇到魔界大帝奇希莉卡。
涅可洛斯要塞
不死魔王阿托菲統治的要塞。現存魔大陸最強戰力。也是最險惡的地區，黑龍棲息。傳言說是勇者最後的終點，如同魔王城般的存在，想變強者武者修行的終點，打敗阿托菲會被賦予力量。事實上是管家摩爾放出的謠言，目的是滿足阿托菲的強者慾望。勇者們被打敗後將強迫成為阿托菲親衛隊，待遇不錯，但只能十年回家一次，一次休一年，不少有子女的人族非常可憐。
天大陸
絕壁高崖上的大陸，由別的世界前來的天族居住地，使用天神語。與魔大陸、中央大陸的交接點充滿大型魔物。
地獄
位於天大陸的迷宮，與「龍神孔」和「魔神窟」齊名。為逃避死神拉克薩斯的追殺，冥王韋塔長年躲在地獄的深處，直到響應人神的求助為止。
林古斯海
海族居住地，使用海神語。他人渡海會視同侵略，需取得許可。400年前七英雄說服了海族，解除了海洋的封鎖，目前只有贊特港、西部港、溫恩港、克拉斯瑪城有渡海許可。原為連接各大陸戰事要沖，因鬥神與拉普拉斯的戰鬥，大地破碎變為大海，使海人族領地擴大。變成大海後魔族的侵略減少，各大陸交流也變少。
魔神窟
位於林古斯海的迷宮，與「龍神孔」和「地獄」齊名。迷宮深處封印了闘神鎧。巨大陸被炸開時大量生命被波及，從而產生大量的魔力，魔力不斷往原爆點聚集，最終形成魔神窟。

#### 劍與魔術
魔術
這個世界中，魔術包含攻擊魔術、召喚魔術、治癒魔術、解毒魔術、結界魔術與神擊魔術，等級依序分為初級、中級、上級、聖級、王級、帝級、神級。發動方式分為詠唱和魔法陣兩種，只有極少數人能無詠唱發動魔術。攻擊魔術到了一定的程度，可以擁有○聖級魔術師，或○帝級魔術師等頭銜。
其中結界魔術與神擊魔術被米里斯神聖國壟斷，魔法大學與米里斯神聖國達成某種協議後，才開放允許初級魔術教學。而高階的治癒術與解毒魔術的詠唱書皆被米里斯神聖國所保護。
攻擊魔術
是以水、火、風、土  这四大元素为基础的主要用于攻击的魔术。
召喚魔術
召喚魔術通常以魔法陣為主，以空間召喚為大宗，可將物品、使魔等東西召喚過來，轉移魔術便是召喚魔術的一種應用。
治癒魔術
其運作原理是加速細胞的再生，王级的治癒魔術甚至能將重傷或斷肢恢復成原狀。
解毒魔術
能將中毒、疾病等疑難雜症給解除，高階的解毒魔術能治癒相當棘手的疾病。
結界魔術
可阻絕物理或魔術的屏障，越高階的結界魔術，能阻絕的強度越強。
神擊魔術
不同於四大元素的攻擊魔術，神擊魔術可攻擊到氣體魔物或幽靈。
劍術
主流的劍術流派有三個，为剑神流、水神流、北神流。等級也分為七級；初級、中級、上級、聖級、王級、帝級、神級。劍神流由實力最強的人當劍神並掌管劍神流派，水神流由實力優秀並管理水神流派的人當水神，北神流則因現任北神為不死魔族的混血兒，所以北神名號長期由北神父子二人所繼承。
而當劍術修練到一定程度時，便可讓身體纏繞鬥氣，使身體的力量與速度能更強更快，達到宛如超人的身體能力。
劍神流
劍神流主張以快狠準為主，先手制勝與一擊必殺是劍神流戰鬥常見的情況，其中最知名的技術就是光之太刀。
水神流
水神流主張以靜制動，反擊制勝，也由於其劍術適合守護，也讓許多皇宮衛兵都是以水神流為大宗。
北神流
北神流一開始是由北神卡爾曼所獨創的劍術，北神卡爾曼在拉普拉斯戰役結束以後，與不死魔王阿托菲拉托菲結為夫妻，並將北神流傳授給自己的妻子，然而在卡爾曼死後，阿托菲並未將完整的北神流傳授給自己的兒子，北神二世，使得北神二世靠著文獻摸索出北神流的精神，開發出北神流奇拔派，而阿托菲的北神流則被稱為阿托菲派或實戰派。
實戰派的精神在於在任何條件下皆可作戰，如一對多的情況下作戰、敵人在空中或遠距離的情況下作戰，講究劍術該如何在各種情況下都能應戰的技術，便為實戰派的宗旨。代表人物：動畫第一季第14話的北聖。
奇拔派的精神在於用任何手段下達成作戰，相較於實戰派著重利用劍術來應對各種戰況，奇拔派更加注重如何製造對自己有利；對敵人不利的戰況。而使用的手段不局限於劍術，甚至可利用各種道具、防具來製造出有利局面來作戰。代表人物：文庫版小說第17卷的北帝。
也因為上述特性，更契合需要面對各種情況的冒險者，加上北神二世到各地修行與推廣，使得北神流在冒險者之中最廣為流傳的流派。

#### 語言
六面世界上古時期，各世界各自擁有統一與獨立的語言，這也是現代魔神語、獸神語、天神語與海神語的由來，由於歷史因素，龍族所剩無幾，這也使龍神語幾乎銷聲匿跡，現代人族使用的語言則是人類語與鬥神語，人類語主要是中央大陸諸國與米里斯大陸上的米里斯神聖國的官方語言，各地的人類語存在著口音上的差異。鬥神語為人類語的變體，主要在貝卡利特大陸使用。
雖然各大種族有各自的語言，但並沒有特殊的限制（如信仰），而不可使用外語，所以在故事中會有不少人因需求而去學習外語，其中因為人族無論是在政治或是經濟的影響力，在陸地上舉足輕重，可在故事中看到不少獸族甚至魔族講人類語。然而也有些種族因為過於封閉，導致他們並沒有學習外語的需求，如天大陸上的天族。
此外，魔族中的米格路德族擁有獨特的心電感應能力，加上米格路德族生活在魔大陸的邊陲，與外族甚少溝通，幾乎都與部落內的族人以心電感應溝通，使得大多數米格路德族連魔族溝通用的魔神語都不會，只有少數作為對外溝通的村長才會魔神語。
動畫的語言設計
動畫製作組在語言設計上，採用不同現代語言以子母音轉換與文字重新設計編排等方式，創造了人類語、獸神語與魔神語的文字與發音方式。人類語改編自西歐孤立語言巴斯克語，獸神語改編自海地克里奧爾語，魔神語改編自南非的祖魯語。以現代語言作為人類語、獸神語與魔神語的改編雛形，非原作小說世界觀底下的設定，是動畫製作組為了加強異世界語的臨場感，而改編設計出來的語言，讓配音員能進行獨創語言的配音。
動畫配音
由於是日本動畫的緣故，會讓主要角色第一語言用日語配音，但在需要區分不同語言的時候，則會讓次要語言以設計好的改編發音進行配音。動畫第一季第一話，當男主角還是日本人時，會讓男主角用日語配音，但在自己還聽不懂人類語的時候，讓保羅與塞妮絲用原本的人類語進行配音。而在男主角學會人類語以後，則將人類語用日語配音，獸神語與魔神語則以改編發音進行配音。動畫第一季第十八話，主角為洛琪希，其劇情中使用的第一語言為魔神語，故此話的魔神語以日語進行配音。

#### 組織
拉諾亞魔法大學
擁有超過二百年歷史的學校，用耐魔磚建成。隨著校舍持續擴建，校內有不少不為人知的區域。網羅魔術、商業和軍事等眾多課程，同時也會教授一般的課程。入學費與到畢業為止的學費大約為三枚阿斯拉金幣，成績優秀者能一定程度上免除。會向魔術優秀的人物發邀請函，作為特別生入學，能享受各種特權。畢業後能成為魔術公會D級會員。
神殿騎士團
米里斯神聖國三大騎士團之一。分弓組、劍組、盾組。下分大隊長、隊長、副隊長。魔族驅逐派。對神聖國和教義任何不利者很敏感。從古代大戰開始就是很對魔族而言很難纏的騎士團。魯迪看過的騎士團中最有魔法戰默契的部隊。
神殿騎士團主要負責米里斯神聖國的異端審判，可對異教徒進行異端審問與處刑。
聖堂騎士團
米里斯神聖國三大騎士團之一。分弓組、劍組、盾組。下分大隊長、隊長、副隊長。
聖堂騎士團負責米里斯神聖國的國防。
教導騎士團
米里斯神聖國三大騎士團之一。分弓組、劍組、盾組。下分大隊長、副隊長。團長是瑞傑路德·斯佩路德摯友。
教導騎士團負責米里斯神聖國的對外戰爭與米里斯教的傳教。
盧多傭兵團
是由愛夏·格雷拉特建立的傭兵團，会长是鲁迪乌斯。以城市內護衛、情報收集為主要業務。总部位于魔法都市夏利亚。
七大列強
第二次人魔大戰結束時，由技神所選出的世界上最強的七人，目前分別為：
- 第一位「技神」拉普拉斯。
- 第二位「龍神」奧爾斯帝德。
- 第三位「鬥神」鬥神鎧（後揭曉鎧甲主人為魔王·巴迪岡迪。）。
- 第四位「魔神」拉普拉斯。
- 第五位「死神」藍道夫·馬利安。（後被「死神騎士」齊格哈魯特取代；在藍道夫之前的第五位則是「死神」拉克薩斯。）
- 第六位「劍神」加爾·法利昂。（後被「劍神」奇諾·布里茲所取代。）
- 第七位「北神」亞歷山大·卡爾曼·雷白克。（後被「泥沼」魯迪烏斯所取代。）

五龍將
五龍將分別為「聖龍帝」席拉德、「冥龍王」馬克士威、「甲龍王」朵拉、「魔龍王」拉普拉斯、「狂龍王」卡奧斯。五龍將體內埋藏著龍族秘寶，那是到達無之世界人神住所的鑰匙。於外傳『古龍的昔話』中提及，在未崩壞的六面世界穿越各界需要六界神的神玉，推斷五龍將身上的秘寶、進入無之世界的鑰匙正是初代龍神神玉的碎片。神話時代的五龍將為「聖龍帝」席拉德、「冥龍王」馬克士威、「甲龍王」朵拉、「剛龍王」克里斯塔、「狂龍王」卡奧斯。在「剛龍王」克里斯塔死後，初代龍神任命了拉普拉斯為新的五龍將。五龍將為任命制，身為龍神有權利任命新的五龍將，在第一次人魔大戰時期存在著既不是初代甲龍王也非佩爾基烏斯的甲龍王朵拉。
米里斯教
在7000-6000年前的第一次人魔大戰中成立的宗教組織。視第一次人魔大戰時期的英雄米里斯為唯一的真神。主張一夫一妻制、聖潔、忠貞。在中央大陸和米里斯大陸有著廣泛影響力。

## 創作
2012年11月至2015年4月，於網路小說網站成為小說家吧連載（網路版，又名Web版），共二十四章。
2014年1月，Media Factory於旗下書系部門MF Books將本作出版發行（文庫版）。
文庫版是將網路版的內容潤色，並且增加新劇情後出版。
如第七卷填補主角於少年期的兩年之間作為冒險者活躍的故事；從第十六卷開始加筆部分逐漸增多，第十六卷、第十八卷、第二十二卷、第二十三卷、第二十四卷、第二十五卷均進行了幅度不小的加筆。
另有早期寫作的前傳作品《王龍王討伐》，以及在《無職轉生》完結後所寫的外傳《無職轉生 ～蛇足篇～》，講述魯迪的兒子齊格哈魯德的《Jobless Oblige》與記述拉普拉斯故事的《古龍之昔話》，無職轉生與以上外傳作品均被歸入了《六面世界物語》系列。

## 反響
2015年7月，寶島社主辦的《這本WEB小說真厲害！》排行第一名。2016年11月，寶島社主辦的《這本輕小說真厲害！2017》獲得單行本、Novels部門第三名。
改編漫畫在2024「BookLive!讀者票選」的「讀者票選推薦最佳100部異世界漫畫」的排行榜中，位居少年漫畫·青年漫畫的第7名。

## 出版書籍

### 輕小說
無職轉生～到了異世界就拿出真本事～
| 集數 | KADOKAWA                             | KADOKAWA                                              | 台灣角川       | 台灣角川               | 天聞角川  | 天聞角川               |
| 集數 | 發售日期                             | ISBN                                                  | 發售日期       | ISBN                   | 發售日期  | ISBN                   |
| ---- | ------------------------------------ | ----------------------------------------------------- | -------------- | ---------------------- | --------- | ---------------------- |
| 1    | 2014年1月23日 2020年12月16日(特裝版) | ISBN 978-404-06-6220-6 ISBN 978-404-68-0128-9(特裝版) | 2015年8月6日   | ISBN 978-986-36-6374-4 | 2017年2月 | ISBN 978-7-5168-0696-8 |
| 2    | 2014年3月22日 2020年12月16日(特裝版) | ISBN 978-404-06-6393-7 ISBN 978-404-68-0129-6(特裝版) | 2015年8月6日   | ISBN 978-986-36-6544-1 | 2017年7月 | ISBN 978-7-5340-5928-5 |
| 3    | 2014年5月22日 2020年12月16日(特裝版) | ISBN 978-404-06-6755-3 ISBN 978-404-68-0130-2(特裝版) | 2016年2月4日   | ISBN 978-986-36-6756-8 |           |                        |
| 4    | 2014年8月22日                        | ISBN 978-404-06-6961-8                                | 2016年5月16日  | ISBN 978-986-36-6757-5 |           |                        |
| 5    | 2014年10月23日                       | ISBN 978-404-06-7130-7                                | 2016年9月14日  | ISBN 978-986-47-3285-2 |           |                        |
| 6    | 2015年2月24日                        | ISBN 978-404-06-7412-4                                | 2017年3月13日  | ISBN 978-986-47-3512-9 |           |                        |
| 7    | 2015年8月25日                        | ISBN 978-404-06-7759-0                                | 2017年5月22日  | ISBN 978-986-47-3681-2 |           |                        |
| 8    | 2015年10月23日                       | ISBN 978-404-06-7946-4                                | 2017年8月28日  | ISBN 978-986-473-797-0 |           |                        |
| 9    | 2016年1月25日                        | ISBN 978-404-06-8046-0                                | 2017年9月14日  | ISBN 978-986-473-894-6 |           |                        |
| 10   | 2016年3月25日                        | ISBN 978-404-06-8192-4                                | 2017年12月7日  | ISBN 978-957-853-130-7 |           |                        |
| 11   | 2016年5月25日                        | ISBN 978-404-06-8347-8                                | 2018年2月8日   | ISBN 978-957-564-045-3 |           |                        |
| 12   | 2016年8月25日                        | ISBN 978-404-06-8483-3                                | 2018年5月28日  | ISBN 978-957-564-181-8 |           |                        |
| 13   | 2016年12月22日                       | ISBN 978-404-06-8745-2                                | 2019年1月7日   | ISBN 978-957-564-676-9 |           |                        |
| 14   | 2017年4月25日                        | ISBN 978-404-06-9189-3                                | 2019年4月4日   | ISBN 978-957-564-849-7 |           |                        |
| 15   | 2017年7月25日                        | ISBN 978-404-06-9355-2                                | 2019年8月14日  | ISBN 978-957-743-145-5 |           |                        |
| 16   | 2017年10月25日                       | ISBN 978-404-06-9587-7                                | 2019年11月25日 | ISBN 978-957-743-348-0 |           |                        |
| 17   | 2018年1月25日                        | ISBN 978-404-06-9664-5                                | 2020年3月9日   | ISBN 978-957-743-618-4 |           |                        |
| 18   | 2018年5月25日                        | ISBN 978-404-06-9925-7                                | 2020年6月8日   | ISBN 978-957-74-3809-6 |           |                        |
| 19   | 2018年8月25日                        | ISBN 978-404-06-5167-5                                | 2020年10月7日  | ISBN 978-986-52-4030-1 |           |                        |
| 20   | 2019年1月25日                        | ISBN 978-404-06-5502-4                                | 2021年1月6日   | ISBN 978-986-52-4172-8 |           |                        |
| 21   | 2019年3月25日                        | ISBN 978-404-06-5637-3                                | 2021年4月8日   | ISBN 978-986-52-4338-8 |           |                        |
| 22   | 2019年7月25日                        | ISBN 978-404-06-5908-4                                | 2021年6月9日   | ISBN 978-986-52-4541-2 |           |                        |
| 23   | 2020年6月25日                        | ISBN 978-404-06-4540-7                                | 2021年8月6日   | ISBN 978-986-52-4725-6 |           |                        |
| 24   | 2020年12月25日                       | ISBN 978-404-68-0509-6                                | 2021年11月8日  | ISBN 978-986-524-942-7 |           |                        |
| 25   | 2021年9月25日                        | ISBN 978-404-06-4540-7                                | 2022年3月14日  | ISBN 978-626-321-286-2 |           |                        |
| 26   | 2022年11月25日                       | ISBN 978-404-68-1933-8                                | 2023年6月7日   | ISBN 978-626-352-594-8 |           |                        |
| S    | 2022年11月25日                       | ISBN 9784046819345                                    | 2024年1月18日  | ISBN 9786263783959     |           |                        |

無職轉生 ～蛇足篇～
| 集數 | KADOKAWA      | KADOKAWA                                                | 台灣角川      | 台灣角川                                                                               |
| 集數 | 發售日期      | ISBN                                                    | 發售日期      | ISBN / EAN                                                                             |
| ---- | ------------- | ------------------------------------------------------- | ------------- | -------------------------------------------------------------------------------------- |
| 1    | 2023年6月23日 | ISBN 978-404-68-2560-5                                  | 2024年9月25日 | ISBN 978-626-400-498-5 EAN 471-128-962-128-7（限定版） EAN 471-128-962-127-0（特裝版） |
| 2    | 2024年5月24日 | ISBN 978-4-04-683328-0 ISBN 978-4-04-683329-7（特裝版） | 2025年4月3日  | ISBN 978-626-415-542-7 EAN 471-128-962-380-9（限定版） EAN 471-128-962-379-3（特裝版） |

### 漫畫
2014年5月，第1部由藤川祐華（フジカワユカ）负责作画漫畫於Media Factory旗下的漫畫雜誌月刊Comic Flapper於2014年6月號（No.175）連載，已出版单行本22卷。第2部由石见翔子负责作画漫畫，于2017年12月21日起在ComicWalker和NICONICO漫画上进行网络连载，已出版单行本8卷。第3部由负责作画漫畫，于月刊Vol.62-Vol.84期间进行连载，单行本全3卷，全23话。
無職轉生～到了異世界就拿出真本事～
| 集數 | KADOKAWA       | KADOKAWA               | 台灣角川       | 台灣角川               |
| 集數 | 發售日期       | ISBN                   | 發售日期       | ISBN                   |
| ---- | -------------- | ---------------------- | -------------- | ---------------------- |
| 1    | 2014年10月23日 | ISBN 978-404-06-6884-0 | 2016年11月17日 | ISBN 978-986-47-3405-4 |
| 2    | 2015年3月23日  | ISBN 978-404-06-7293-9 | 2017年5月5日   | ISBN 978-986-47-3697-3 |
| 3    | 2015年9月19日  | ISBN 978-404-06-7808-5 | 2017年8月23日  | ISBN 978-986-473-841-0 |
| 4    | 2016年3月23日  | ISBN 978-404-06-8226-6 | 2018年3月22日  | ISBN 978-957-564-104-7 |
| 5    | 2016年9月23日  | ISBN 978-404-06-8541-0 | 2018年3月22日  | ISBN 978-957-564-105-4 |
| 6    | 2017年3月23日  | ISBN 978-404-06-9109-1 | 2018年11月19日 | ISBN 978-957-564-573-1 |
| 7    | 2017年9月23日  | ISBN 978-404-06-9418-4 | 2019年3月7日   | ISBN 978-957-564-798-8 |
| 8    | 2018年3月23日  | ISBN 978-404-06-9776-5 | 2019年9月23日  | ISBN 978-957-743-233-9 |
| 9    | 2018年10月23日 | ISBN 978-404-06-5100-2 | 2020年4月23日  | ISBN 978-957-743-657-3 |
| 10   | 2019年3月23日  | ISBN 978-404-06-5576-5 | 2020年6月22日  | ISBN 978-957-743-781-5 |
| 11   | 2019年10月23日 | ISBN 978-404-06-4046-4 | 2022年4月21日  | ISBN 978-626-321-356-2 |
| 12   | 2020年3月23日  | ISBN 978-4-04-064469-1 | 2022年4月21日  | ISBN 978-626-321-357-9 |
| 13   | 2020年8月20日  | ISBN 978-4-04-064816-3 | 2022年4月21日  | ISBN 978-626-321-358-6 |
| 14   | 2021年1月21日  | ISBN 978-4-04-680113-5 | 2022年4月21日  | ISBN 978-626-321-359-3 |
| 15   | 2021年6月23日  | ISBN 978-4-04-680670-3 | 2023年1月5日   | ISBN 978-626-352-140-7 |
| 16   | 2021年11月22日 | ISBN 978-4-04-680885-1 | 2023年1月5日   | ISBN 978-626-352-141-4 |
| 17   | 2022年6月23日  | ISBN 978-4-04-681385-5 | 2023年4月13日  | ISBN 978-626-352-415-6 |
| 18   | 2022年12月22日 | ISBN 978-4-04-681985-7 | 2024年1月18日  | ISBN 978-626-378-375-1 |
| 19   | 2023年7月22日  | ISBN 978-4-04-682607-7 | 2024年5月23日  | ISBN 978-626-378-948-7 |
| 20   | 2024年2月22日  | ISBN 978-4-04-683275-7 | 2024年11月21日 | ISBN 978-626-400-844-0 |
| 21   | 2024年8月22日  | ISBN 978-4-04-683847-6 |                |                        |
| 22   | 2025年3月22日  | ISBN 978-4-04-684617-4 |                |                        |

無職轉生～洛琪希也拿出真本事～
| 集數 | Media Factory  | Media Factory          |
| 集數 | 發售日期       | ISBN                   |
| ---- | -------------- | ---------------------- |
| 1    | 2018年3月22日  | ISBN 978-404-06-9697-3 |
| 2    | 2018年9月22日  | ISBN 978-404-06-5108-8 |
| 3    | 2019年3月22日  | ISBN 978-4-04-065604-5 |
| 4    | 2019年10月25日 | ISBN 978-4-04-064033-4 |
| 5    | 2020年3月23日  | ISBN 978-4-04-064482-0 |
| 6    | 2020年8月21日  | ISBN 978-4-04-064825-5 |
| 7    | 2021年1月22日  | ISBN 978-4-04-680096-1 |
| 8    | 2021年9月21日  | ISBN 978-4-04-680545-4 |
| 9    | 2021年12月23日 | ISBN 978-4-04-680950-6 |
| 10   | 2022年7月23日  | ISBN 978-4-04-681524-8 |
| 11   | 2023年1月23日  | ISBN 978-4-04-681973-4 |
| 12   | 2023年8月23日  | ISBN 978-4-04-682593-3 |

無職轉生～四格也拿出真本事～
| 集數 | 電擊Comics     | 電擊Comics             |
| 集數 | 發售日期       | ISBN                   |
| ---- | -------------- | ---------------------- |
| 1    | 2019年10月26日 | ISBN 978-4-04-912759-1 |
| 2    | 2020年3月27日  | ISBN 978-4-04-913115-4 |
| 3    | 2020年12月26日 | ISBN 978-4-04-913562-6 |

無職轉生～到了異世界就拿出真本事～ 短篇集
| 集數     | MF Comics      | MF Comics              |
| 集數     | 發售日期       | ISBN                   |
| -------- | -------------- | ---------------------- |
| 洛琪希篇 | 2019年3月22日  | ISBN 978-4-04-065593-2 |
| 艾莉絲篇 | 2020年12月23日 | ISBN 978-4-04-680035-0 |
| 希露菲篇 | 2020年12月23日 | ISBN 978-4-04-680036-7 |

無職轉生 ～到了異世界就拿出真本事～ 失意的魔術師篇
| 集數 | Frontier Works | Frontier Works      | 青文出版社   | 青文出版社         |
| 集數 | 發售日期       | ISBN                | 發售日期     | ISBN               |
| ---- | -------------- | ------------------- | ------------ | ------------------ |
| 1    | 2022年8月18日  | ISBN 978-4866575834 | 2023年8月3日 | ISBN 9786263620179 |

## 游戏
在2024年6月19号，在steam上发布了一款由《无职转生》改编的  無職転生 ～異世界行ったら本気だす～ Quest of Memories(Mushoku Tensei: Jobless Reincarnation Quest of Memories），开发者为 LANCARSE Ltd.   发行商为Bushiroad Inc. 

##### 游戏内容
游戏通过使用第一视角，让玩家沉浸在《无职转生》的世界中，在游戏里玩家可以通过探索各个区域来重新体验鲁迪乌斯的故事。在其中与个性鲜明的角色合作的同时自由发展技能树，并通过战略战斗进行战斗。